# Scirtes championi
Scirtes championi är en skalbaggsart. Scirtes championi ingår i släktet Scirtes och familjen mjukbaggar. Inga underarter finns listade i Catalogue of Life.